# Hendrik Scherpenhuijzen
Hendrik Dorotheus Scherpenhuijzen (Rotterdam, 3 aprile 1882 – Amersfoort, 28 giugno 1971) è stato uno schermidore olandese, vincitore di una medaglia d i bronzo nella scherma ai giochi olimpici.